# Seminario de Montezuma
El Seminario Interdiocesano de Montezuma, de nombre oficial Pontificio Seminario Central Mexicano de Nuestra Señora de Guadalupe; fue un seminario de la Iglesia católica ubicado en la comunidad de Montezuma, en el condado  de San Miguel, Estados Unidos.
Se trataba de un recinto que albergó a los estudiantes al sacerdocio mexicanos que emigraron al extranjero tras las repercusiones de la Guerra Cristera y las políticas anticlericales del gobierno de México. Durante su funcionamiento estudiaron cerca de tres mil alumnos, de los cuales poco más de mil se ordenaron sacerdotes y dieciséis ocuparon cargos episcopales.

## Historia
Tras la serie de acontecimientos que se dieron después de la Revolución Mexicana y la Guerra Cristera, la Iglesia católica mexicana vio la necesidad de crear un seminario fuera del país. A partir de esto la Santa Sede consiguió en dos intentos un lugar en Castroville, Estados Unidos: el primero de 1915 a 1918 y después entre 1929 y 1930. Sin embargo, por un bajo nivel del alumnado y el restablecimiento parcial del orden en determinado tiempo el proyecto terminó por cerrarse.
Para 1936, debido a que aún había problemas con el clero mexicano, los obispos del país deciden escribir una carta dirigida a varios países para pedir el alojamiento de estudiantes al sacerdocio. La conferencia episcopal estadounidense respondió rápidamente ofreciendo un terreno de 3 500 m² que albergaba un antiguo hotel muy cerca de Las Vegas en Nuevo México, cuyo valor se estimó en $19 500 dólares.
En 1937 ya había sido aprobado todo por el papa Pío XI, abriendo las puertas del recinto el 23 de septiembre de ese año. Como formadores se eligieron a sacerdotes jesuitas, además de que se le concedió el respaldo de la Pontificia Universidad Gregoriana. Por otra parte, ingresaron inicialmente 359 alumnos de 30 diócesis mexicanas.
Tras desaparecer las causas que originaron la creación del seminario, se decide clausurarlo en 1972.